# Sezona Velikih nagrad 1920
Sezona Velikih nagrad 1920 je bila trinajsta sezona Velikih nagrad, dirke niso bile povezane v prvenstvo. 

## Velike nagrade
| Velika nagrada         | Dirkališče   | Datum        | Zmag. dirkač     | Zmag. moštvo | Poročilo |
| ---------------------- | ------------ | ------------ | ---------------- | ------------ | -------- |
| Indianapolis 500       | Indianapolis | 31. maj      | Gaston Chevrolet | Frontenac    | Poročilo |
| Velika nagrada Mugella | Mugello      | 13. junij    | Giuseppe Campari | Alfa Romeo   | Poročilo |
| Targa Florio           | Madonie      | 24. november | Guido Meregalli  | Nazzaro      | Poročilo |